# Echternacher Meister

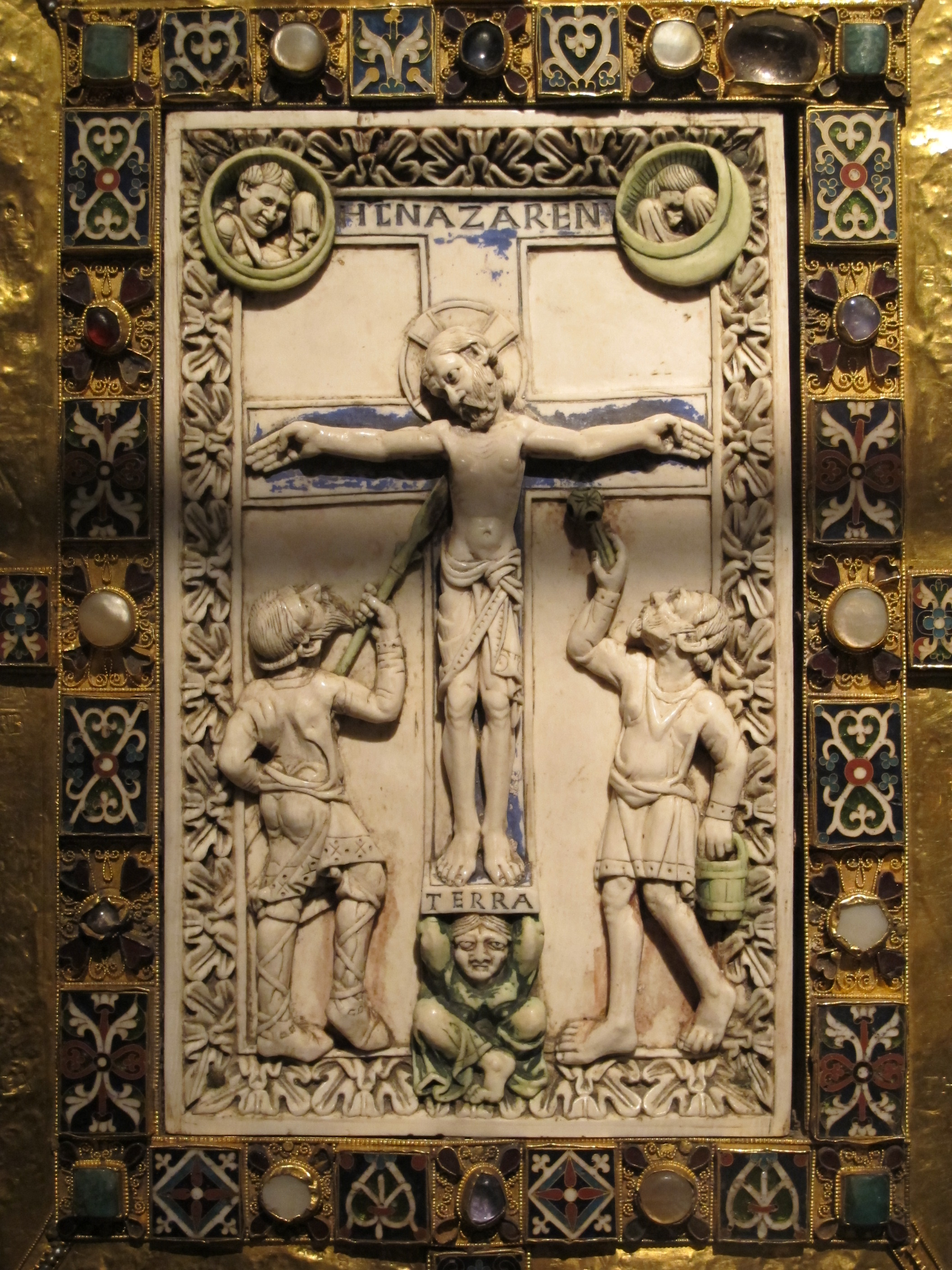
Einband des Codex aureus Epternacensis, des Evangeliar von Echternach, mit der Elfenbeintafel des Christus in der Mitte

Als Echternacher Meister wird ein im frühen 10. Jahrhundert tätiger frühromanischer Elfenbeinschnitzer bezeichnet. Er schuf wohl in einer Klosterwerkstätte die aus Elfenbein geschnitzte Tafel des Einbandes des Evangeliars von Echternach.
Sein Werk ist ein Beispiel dafür, wie sich unter der Herrschaft der Ottonen die Kunst von den in der karolingischen Zeit bevorzugten spätantiken römischen Vorbildern löst und unter dem Einfluss byzantinischer Formensprache eine eigenständige, strengere, einfachere Richtung entwickelt. Bei diesem Stilwandel orientieren sich die bildschnitzenden Künstler wie der Echternacher Meister an der Buchmalerei ihrer Zeit, so z. B. den Miniaturen der Reichenauer Schule oder dann auch denen der  Echternacher Malerschule selbst.

## Werke (Auswahl)
- Kreuzigung Christi mit Longinus. Buchdeckel aus Elfenbein, Nürnberg, Germanisches Nationalmuseum
- Thronender Christus mit vier Evangelisten. Buchdeckel aus Elfenbein, Berlin, Staatliche Museen, Preußischer Kulturbesitz